# چارلز راسل (بازیکن راگبی)
چارلز راسل (انگلیسی: Charles Russell; ۵ دسامبر ۱۸۸۴ – ۱۵ مهٔ ۱۹۵۷) بازیکن راگبی ۱۳ نفره، و بازیکن راگبی ۱۵ نفره اهل استرالیا بود.
وی در مسابقات کشوری و بین‌المللی در مجموع برندهٔ ۱ مدال طلا شده‌است.